# Свобода (Могилёвская область)
Свобода — упразднённый населённый пункт (урочище) в Осиповичском районе Могилёвской области Белорусской ССР. Создан в 1929 году и просуществовал до 1980 года. Размещался он на краю большого торфяного болота. Жители посёлка занимались разработкой торфяного месторождения. Для транспортировки торфяной продукции была построена узкоколейная железная дорога, соединяющая посёлок со станцией Ясень, местами добычи торфа и торфопредприятием «Татарка».
Добываемый торф использовался в качестве топлива и удобрений. Из торфяной массы изготавливались теплоизоляционные плиты. Среди осушенного торфяного болота практически не сохранилось озеро Страшное.
Во время немецкой оккупации в 1941—1944 годах на торфоразработках применялся труд военнопленных. В годы войны на заводе проводилась партизанская операция: было убито 12 немцев и 1 полицейский, сожжены продсклад, бензосклад и казарма. После освобождения в 1944—1948 годах на торфоразработках трудились немецкие и чешские военнопленные. Торфозавод «Свобода» НК Месттопрома относился в середине XX века к основным торфопредприятиям Могилёвской области. После 1980 года посёлок был ликвидирован и на его месте высажен лес.
Ежегодно, в последнюю субботу июля на этом месте собираются бывшие жители посёлка. На месте посёлка ими установлен памятный знак.